# 20 Masken!!
20 Masken!! (jap. 20面相におねがい!! Nijūmensō ni Onegai) ist eine Manga-Serie des bekannten Zeichnerteams CLAMP. Der Manga umfasst über 330 Seiten und lässt sich den Genres Comedy und Romantik zuordnen.

## Handlung
Der neunjährige Campus-Detektiv Akira Ijyuin (伊集院 玲) wird kriminell, da seine reichen, aber raffgierigen und stets gelangweilten beiden Mütter ihn dazu drängen, exotische Dinge für sie zu stehlen. Auch kochen und putzen muss er für sie. In immer neuen Masken macht er sich als Dieb einen Namen, der meist mit Zylinder und Frack im Stile eines Gentlemans gesichtet wird. Er muss auch seinem hartnäckigsten Verfolger entkommen, seinem Kollegen Ryunosuke Kobayashi (小林 龍佑), der ebenfalls Detektiv auf dem CLAMP Schulcampus ist. Dabei wird ihm vom Schularzt Shigetaka Akechi (明智茂貴), der auch Akiras Onkel ist und in seiner Funktion Ryunosuke ablenken kann. Als Akira sich eines Nachts verstecken muss, lernt er die fünfjährige Utako Okawa (大川 詠心) kennen. Eigentlich ist sie sein Diebesopfer der Nacht, doch tut sie ihm leid und so besucht er sie von da an häufiger. So verlieben sich beide ineinander. Ihre Beziehung hält auch über die kommenden Jahre und all die Erlebnisse des Diebes hinaus, bis sie nach Abschluss der Schule schließlich heiraten.

## Veröffentlichungen
20 Masken!! erschien in Japan von 1989 bis 1991 in elf Einzelkapiteln im japanischen Manga-Magazin Comic Genki. Diese Einzelkapitel fasste der Kadokawa-Shoten-Verlag ab Juni 1990 auch in zwei Sammelbänden zusammen. 2001 brachte derselbe Verlag eine ebenfalls zweibändige Neuauflage des Mangas heraus.
Die Manga-Serie wurde ins Italienische, Englische, Französische, Chinesische, Spanische und Deutsche übersetzt. Auf Deutsch erschien 20 Masken!! von September bis November 2005 in zwei Bänden vollständig bei Egmont Manga und Anime. Die Neuauflage von 2001 diente der deutschen Übersetzung als Basis.

## Fortsetzung und Adaptionen
Die Handlung spielt sich auf der fiktiven CLAMP School (CLAMP学園, CLAMP Gakuen) ab. Eine Fortsetzung von 20 Masken!! stellt die Manga-Serie CLAMP School Detectives dar, die kurz nach der Beendigung von 20 Masken!! im selben Magazin startete und auch als Anime-Fernsehserie verfilmt wurde. Ebenfalls auf der CLAMP School trägt sich die Handlung von Justice Guards Dukylon zu. Der Protagonist hat auch kurze Auftritte in den CLAMP-Serien Justice Guards Dukylon und X.
Zwei Episoden in der 26 Folgen umfassenden Anime-Umsetzung von CLAMP School Detectives widmen sich der Handlung von 20 Masken!!. Zwei CDs bzw. Hörspiele zum Manga erschienen in Japan im Juni 1990 und im Juli 1991 bei Victor Entertainment. Beide enthalten sowohl Musik als auch Dialoge.

## Rezeption
In seiner Kritik zum Manga warnt Jason Thompson, dass alles an den Geschichten absurd sei und diese oft nicht zu Ende entwickelt. Das Layout sei oft chaotisch und überfrachtet. Dennoch habe die Serie ihre Charme und biete, obwohl einige der Texte aus dem Munde von kleinen Kindern absurd bis unheimlich klängen, überraschenderweise einige echte Ratschläge und Weisheiten zum Thema Liebe. Der Manga zeige, dass die Künstlergruppe damals noch neu gewesen ist und sich noch nicht gefunden hatte, aber auch das später in deren Werk dominierenden romantischen Liebesgeschichten.
Die deutsche Zeitschrift AnimaniA nennt den Manga „eine fesselnde Love-Comedy mit viel Humor“, die leichtverdauliche Geschichten und für jedes Alter Lesegenuss biete. Für ein Frühwerk sei die Serie der Zeichnergruppe schon recht ausgereift und Fans der Zeichnerinnen könnten viele Figuren und Gegenstände aus deren anderen Mangas entdecken.